# 마리스 쿠친스키스
마리스 쿠친스키스(라트비아어: Māris Kučinskis, 1961년 11월 28일~)는 라트비아의 정치인이다. 소속 정당은 리예파야당이다.
2004년 12월 2일부터 2006년 11월 7일까지 라트비아 지역 개발·지방 행정부 장관을 역임했다. 2016년 2월 11일부터 2019년 1월 23일까지 제22대 라트비아의 총리를 역임했다.